# Chakpori
Le Chakpori ou Chagpori (tibétain : ལྕགས་པོ་རི, Wylie : lCags po ri, THL : chakpo ri, littéralement la « montagne de fer » ; chinois simplifié : 药王山 ; chinois traditionnel : 藥王山 ; pinyin : yàowáng shān ; litt. « montagne du roi de la médecine ») est une colline sacrée de la ville-préfecture de Lhassa en région autonome du Tibet. Elle se dresse au sud du palais du Potala et à gauche de celui-ci lorsque l'on se tient face à lui. Elle est célèbre pour avoir abrité, depuis sa fondation au XVIIe siècle par Sangyé Gyatso, l'école de médecine tibétaine. Transformée en poste d'artillerie par les insurgés tibétains lors du soulèvement de 1959,, elle a été détruite par l'artillerie de l'armée populaire de libération. La colline est couronnée aujourd'hui par une grande antenne radio.

## Géographie

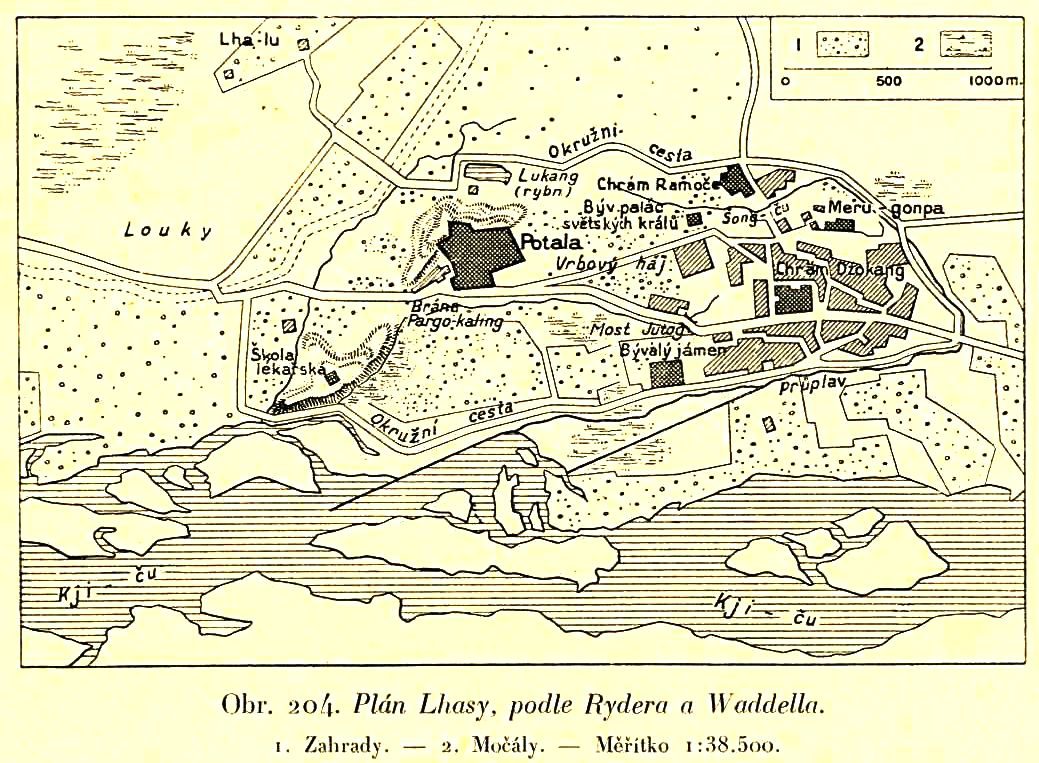
Plan de Lhassa dans le premier tiers du XX.

En forme de S, la colline Chakpori court grosso modo d'est en ouest, bordant le nord de la rivière de Lhassa. À l'origine, la crête inférieure orientale était reliée à la colline Marpori, où se dresse le Potala. Du fait de l'expansion de Lhassa, l'artère principale de la ville ouvrit une brèche dans le col.

## Histoire
Cette colline est considérée comme sacrée pour Chagna Dorjé (Vajrapani), et selon la légende, Yutok Yonten Gonpo, le médecin du roi Trisong Detsen, y avait une résidence.
Thangtong Gyalpo séjourne sur le site, après que la femme dirigeante Kalden Rinchen Sangmo lui eut fait construire une résidence en 1430. Il y fonde plus tard un couvent et un temple. Ce dernier est restauré par Khyenrab Norbu dans les années 1930, puis détruit sous la révolution culturelle. Sa reconstruction débute dans les années 1980.

### L'Institut de médecine tibétaine

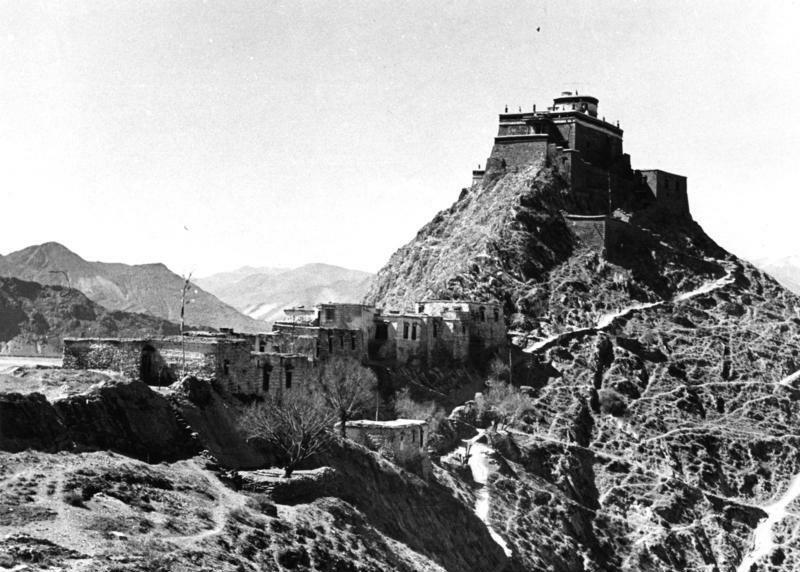
Le Chakpori en 1939, avec à son sommet l'école de médecine tibétaine détruite en 1959 après sa transformation en fortin par les insurgés.

Considérée comme une des trois montagnes sacrées du Tibet central, la colline de Chakpori fut autrefois le site du Menpa dratsang (tibétain : སྨན་པ་གྲ་ཚང / chinois : 门巴扎仓), ou Chakpori Zhopanling (littéralement, « Institut de la colline du roi médecin pour sauver tous les êtres vivants »),, institut de médecine tibétaine fondé au XVIIe siècle par Lobsang Gyatso, le 5e dalaï-lama, et son régent, Sangyé Gyatso.  Le 5e dalaï-lama y créa également un hôpital.
En 1916, le 13e dalaï-lama, Thubten Gyatso, nomma Khyenrab Norbu directeur du collège médical de Chakpori et d'un institut de médecine et d'astrologie tibétaine qu'il venait de créer, le Mentsikhang (tibétain : སྨན་རྩིས་ཁང་ / chinois : 门孜康).
En 1959, les deux instituts fusionnèrent au sein des bâtiments du Mentsikhang pour former l'hôpital de médecine tibétaine de Lhassa 拉萨市藏医医院). Cet institut devint en 1980 l'Institut de médecine tibétaine de la région autonome du Tibet (西藏自治区藏医院).
Pour sa part, le gouvernement tibétain en exil a fondé en 1992, à Darjeeling en Inde, un Institut Chakpori de médecine tibétaine, reprenant le nom de l'institut de Lhassa. On y enseigne et développe la médecine tibétaine.

### Les combats de mars 1959

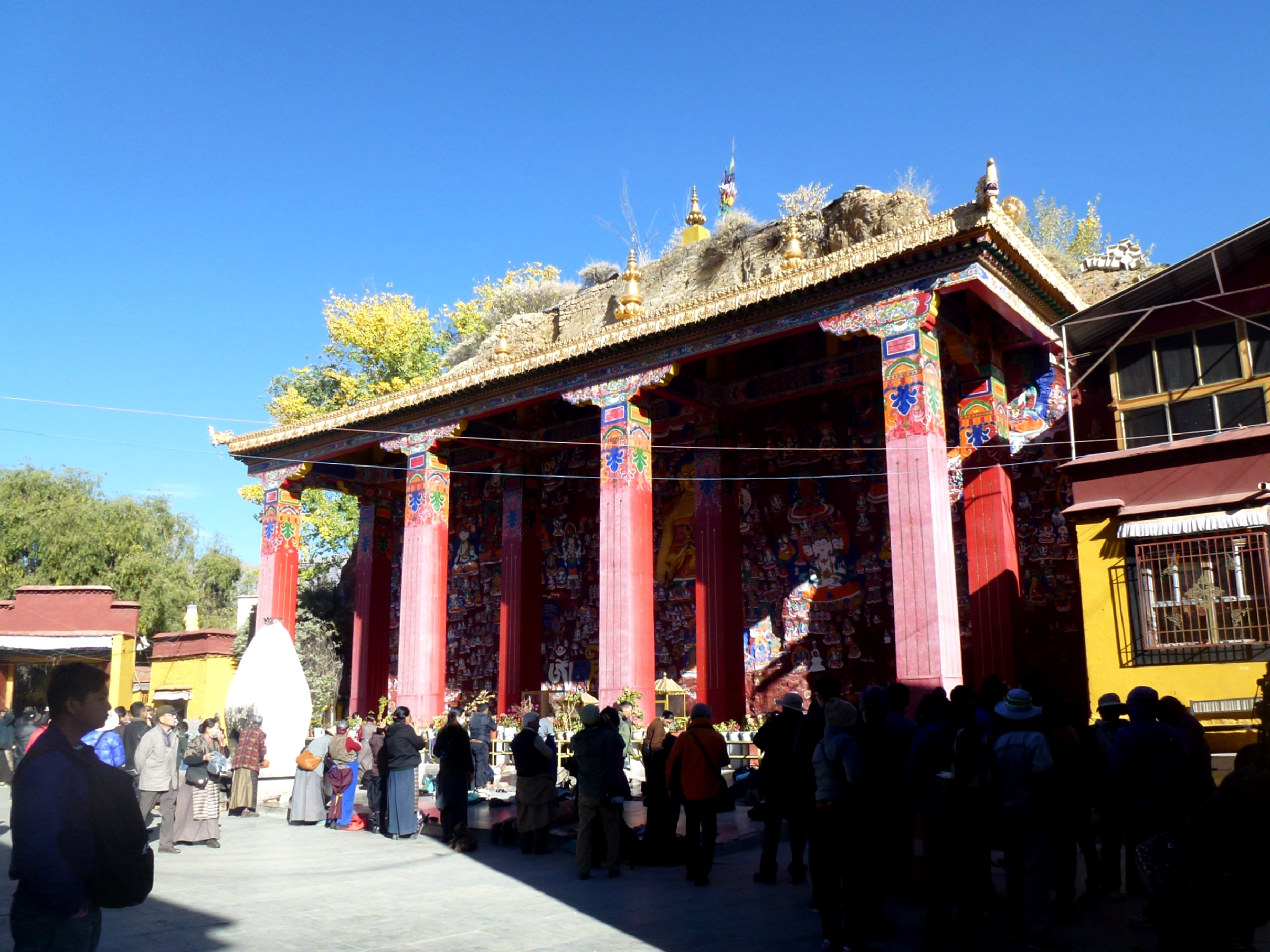
Fidèles priant devant un temple de la colline en 2014.

Dans les années 1950, le gouvernement tibétain installa un ou deux de canons sur la colline de Chakpori.
Selon le site March 10th Memorial mis en place par Jamyang Norbu, lors de l'insurrection de mars 1959, les canons et les mortiers tibétains installés à Chakpori font feu, le vendredi 20 mars, sur les campements chinois à Shugtri Lingka et sur le quartier général de l'armée populaire de libération. Les soldats de Shugtri Lingka se lancent alors à l'assaut de la colline mais sont repoussés. Le samedi 21, l'artillerie de l'APL soumet Chakpori à un bombardement intensif. Le commandant tibétain, qui continue à bombarder Shugtri Lingka, envoie des volontaires chercher des obus de canon et de mortier au dépôt de munitions dit Ghonzdoe Dorjeeling juste derrière Chagpori mais un obus chinois pulvérise celui-ci. En fin d'après-midi, après que tous les bâtiments de Chakpori ont été détruits par l'artillerie de l’armée populaire de libération, le commandant ordonne aux volontaires de quitter les lieux. Ne restent que les soldats de Drapchi pour résister à l'assaut final. Le dimanche 22 au soir, la prise de Chakpori est annoncée ainsi que celle du Norbulingka et du Potala,.
Selon Roger E. McCarthy, les Chinois tirent sur le Norbulingka, le Potala, le Jokhang, les monastères avoisinant, avant de tirer sur la faculté de médecine du Chakpori et d'autres endroits à Lhassa, dont le village de Shol. On estime que plus de 15 000 personnes sont mortes ou blessées. Après les tirs d'artillerie, les Chinois inspectent chaque corps à la recherche du dalaï-lama. Les Tibétains résistent vaillamment au début depuis le Chakpori, bien que ne disposant comme armes que de fusils et d'épées, et ils tentent d'utiliser les vieux canons qui s'y trouvaient pour riposter aux Chinois. Ils attaquent et prennent la garnison chinoise à Shukti Lingka, le plus souvent lors de corps à corps, où les épées tibétaines sont utilisées très efficacement. Et avec des cocktails Molotov, les Khambas détruisent l'un des trois chars que les Chinois avaient apportés à Lhassa.

### La colline et ses autres monuments

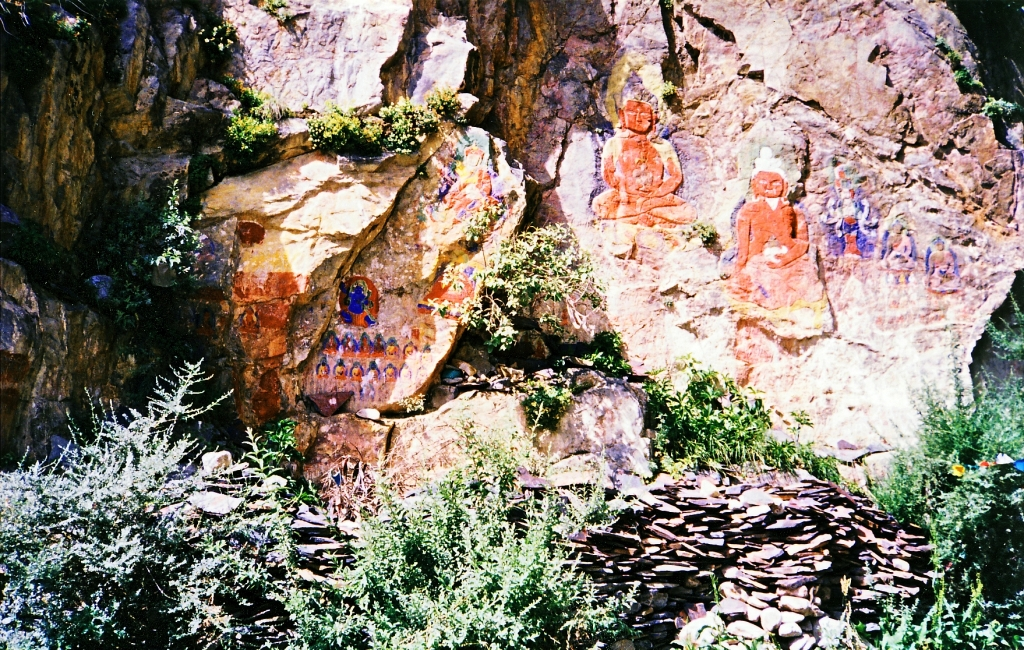
Bas-reliefs peints de la falaise des mille bouddhas

Cette colline, qui a été rebaptisée « pic de la victoire », est maintenant couronnée par une grande antenne radio.
On peut y voir une grotte, dans laquelle un autel comporte la statue du fondateur de l'empire du Tibet, Songtsen Gampo, entouré de ses deux épouses, la princesse Wencheng, chinoise et la princesse Bhrikuti Devi, népalaise. On peut également y voir deux fonctionnaires célèbres, Thonmi Sambhota et Gar Tongtsen.
Derrière la colline se trouve la falaise des mille bouddhas (chinois : 千佛崖 ; pinyin : qiānfó yá),,, ou mur des Dix Mille Bouddhas.